# Grupo de Trabalho HTML
O Grupo de Trabalho HTML foi um grupo  da Força Tarefa de Engenharia da Internet (IETF) que existiu entre 1994 até 1996, e um grupo de trabalho do Consorcio da World Wide Web (W3C) de 1997 até 2015.
O grupo foi co-liderado por Paul Cotton, Sam Ruby e Maciej Stachowiak .

## Membros
Os membros do Grupo de Trabalho HTML possuiam representações nas seguintes organizações:
- Adobe Systems
- Apple
- Google
- HP
- Microsoft
- Mozilla
- Software Ópera

O Consorcio da World Wide Web (W3C) também convidou alguns especialistas para colaborar com o grupo  trabalho, incluindo:
- Robin Berjon (ex-editor das especificações HTML5 e DOM4)
- Marcos Cáceres
- Ian Devlin
- Steve Faulkner
- John Foliot
- Jeremy Keith
- Martin McEvoy
- Janina Sajka
- David Sleight
- Manu Sporny
- Oli Studholme

## Sistema de trabalho interno
O Grupo de Trabalho HTML contou com membros de uma comunidade bastante diversa, como provedores de conteúdo, autores de conteúdo e qualquer pessoa interessada no trabalho em HTML.

### Participação
Para participar do grupo, as etapas envolviam ter uma conta no Consorcio da World Wide Web (W3C) e depois disso, preencher um formulário de políticas de direitos autorais, conteúdo etc. As etapas são diferentes para pessoas afiliadas à organização membro do W3C e para aquelas que não são.

### Métodos de comunicação
- Listas de discussão (usadas para organizar atividades como discussões de grupos de trabalho e fins administrativos de grupos de trabalho)
- Canal HTML-WG (para telcons semanais e discussões informais)

### Reuniões
- Teleconferências Semanais (na quinta e terça)
- Presencial (duas vezes por ano, e a última foi realizada em San Jose, de 8 a 9 de abril de 2014)

Consultar HTML/wg/WorkMode para saber de mais detalhes sobre como um membro pode participar, quais são as responsabilidades do Editor, quais são os tipos de reuniões das quais os membros podem participar, etc.

### Grupos de interesse
Para encorajar uma grande participação, foram criados 3 grupos de interesse : os Grupos de Interesse Chineses, Japoneses e Coreanos. O Grupo de Interesse Chinês de HTML5 tinha mais de 1.000 membros.

## História
Na 30ª reunião da Força-Tarefa de Engenharia da Internet (IETF) em Toronto, em 26 de julho de 1994, surgiu a proposta inicial para a formação de um Grupo de Trabalho HTML, que foi oficialmente estabelecido com a adoção de seu estatuto em setembro de 1994, com Eric Sink atuando como presidente.
O Grupo de Trabalho HTML da IETF liderou o processo de criação e lançamento da RFC 1866 em novembro de 1995, que estabeleceu os padrões para o HTML 2.0. Além disso, em maio de 1996, o Grupo também foi responsável pela publicação do RFC 1942, documento que apresenta uma descrição experimental de uma extensão para tabelas HTML.
O Grupo IETF encerrou suas atividades e foi desfeito em setembro de 1996.

### Mudança na direção de trabalho
Em 1999, o W3C lançou o HTML 4.01 e posteriormente interrompeu o desenvolvimento contínuo do HTML, quando o HTML Working Group (HTMLWG) do W3C anunciou que mudaria seu foco para a exploração da versão do HTML baseada em XML, conhecida como XHTML 2.0, caracterizada por um conjunto de padrões mais estritos.
Mark Pilgrim, um programador sênior do Google, estimou que na versão tradicional do HTML, incertezas na revisão do código permitiam que mesmo páginas com alguns erros ainda fossem exibidas pelos navegadores, graças à detecção e correção automáticas de erros. Ele observou que atualmente, mais de 99% das páginas HTML provavelmente contêm pelo menos um erro.
O HTML Working Group (HTMLWG) do W3C esperava promover um desenvolvimento mais controlado e regulamentado do futuro da Internet por meio de padrões rigorosos. No entanto, apesar dos esforços para popularizar e implementar o XHTML, a resposta do público foi limitada.
```
Colaboração
```

Mensageiro 1
Em 2004, Mozilla e Opera propuseram um plano baseado no HTML 4 para continuar o avanço do HTML, porém, essa proposta não foi aprovada. Como resultado, decidiram formar o WHATWG para buscar o futuro do HTML em uma direção diferente, colaborando com o HTML Working Group (HTMLWG) do W3C, mas seguindo uma abordagem distinta.
Em 2006, o WHATWG alcançou um progresso significativo enquanto o XHTML 2.0 ainda estava enfrentando desafios práticos. Como resultado, Tim Berners-Lee, o inventor do World Wide Web Consortium (W3C), anunciou que o HTML Working Group (HTMLWG) do W3C cessaria o desenvolvimento do HTML5 em conjunto com o WHATWG. Ian Hickson foi encarregado da edição das especificações de ambos os grupos.
Em outubro de 2009, o W3C encerrou o grupo de trabalho XHTML 2.0.

### Dividir
Em julho de 2012, o HTML Working Group (HTMLWG) e o WHATWG do W3C se separaram oficialmente em relação ao trabalho no HTML5. O WHATWG continuou a desenvolver o HTML5 como um "padrão vivo", enquanto o W3C optou por trabalhar em uma versão mais estática, chamada de "instantâneo". Portanto, existem duas versões do HTML5 - uma é mantida como um "padrão vivo" pelo WHATWG e a outra é o "instantâneo" desenvolvido pelo W3C. Essa divisão entre os dois órgãos ocorreu devido a conflitos de abordagem e filosofia de desenvolvimento.
Em relação às preocupações do público sobre a separação, o então líder do WHATWG, Ian Hickson, afirmou que a divisão não seria tão prejudicial quanto as pessoas temiam. Ele declarou que embora fosse possível que as especificações se ramificassem, era improvável, ou pelo menos improvável, que isso ocorresse de maneira prejudicial. Hickson argumentou que os potenciais conflitos resultariam em um padrão mais preciso e que os fabricantes de navegadores saberiam como implementar o mais preciso.

## Diferenças entre WHATWG e HTMLWG
O WHATWG mantém um padrão vivo e abandonou a prática de atribuir números de versão às suas especificações. Enquanto isso, o HTML Working Group (HTMLWG) do W3C optou por seguir a especificação do WHATWG e continuar produzindo instantâneos em vez de versões numeradas.